# ファッション・サカラ
ジュニア・ファッション・サカラ（Junior Fashion Sakala, 1997年3月14日 - ）は、ザンビア・東部州チパタ出身のサッカー選手。アル・フェイハ所属。ポジションはFW。

## クラブ経歴
ンチャンガ・レンジャーズFCやザナコFCなどのザンビアン・プレミアリーグのチームを渡り歩き、2017年2月にFCスパルタク・モスクワと3年契約を締結。加入後はチームIIに配属され、2017-18シーズンはチームIIで10ゴールを決めるも、トップチーム昇格までには至らなかった。
2018年7月9日、KVオーステンデと3年契約を締結。加入後得点数を増やし、2019-20シーズンは8ゴール。2020-21シーズンは自己最多の13ゴールを決めた。
2021年5月4日、レンジャーズFCと4年契約を締結し、同年7月より加入することが発表された。
2023年8月8日、アル・フェイハに2年契約で移籍した。

## 代表経歴
2017年にU-20のザンビア代表として2017 FIFA U-20ワールドカップに出場。グループリーグで2ゴールを決め、グループCで1位で通過。決勝トーナメント1回戦のドイツ戦でもゴールを決め、4-3の乱打戦を制して、準々決勝のイタリア戦でもゴールを決めるも、2-3で敗戦。同大会では計4ゴールを決めた。同年9月にフル代表初招集。17日の2018 FIFAワールドカップ・アフリカ予選のアンゴラ戦で先発で起用され、フル代表デビュー。しかしイエローカード2枚で退場処分となり、試合も1-3で敗れた。